# Ballyclare
Ballyclare (irl. Bealach Cláir) – miasto w Wielkiej Brytanii (Irlandia Północna; w Hrabstwie Antrim). Według danych ze spisu ludności w 2011 roku liczyło 9953 mieszkańców – 4762 mężczyzn i 5191 kobiet.